# Sötét mintázatok
A sötét mintázatok 2024 elején is még egy új jelenség a tisztességtelen kereskedelmi gyakorlatokra. A kifejezés megalkotása Brignullnak tulajdonítható 2010-ből.
Az elmúlt években, 2018-tól nagy szabályozási érdeklődés mutatkozott a sötét mintázatokkal kapcsolatban. Az Egyesült Államokban a Szövetségi Kereskedelmi Bizottság (FTC) fokozta a jogérvényesítési erőfeszítéseket, míg az Európai Unióban az Európai Bizottság számos tagállami esetet követően tanulmányt tett közzé, és megkezdte a sötét minták szabályozását.
2024 elején még egyértelműen kijelenthető, hogy nincs egységes definíció a sötét mintázatokra. Az Európai Unióban a fő jogforrás a tisztességtelen kereskedelmi gyakorlatokról szóló irányelv (UCPD). Az UCPD nem utal kifejezetten a sötét mintázatokra, de számos kereskedelmi gyakorlat, amennyiben a felhasználói felület vagy a felhasználói élmény megtervezésével kapcsolatban valósul meg, sötét mintázatnak tekintendő. Az Európai Bizottság álláspontját leginkább egy 2021-es közlemény tükrözi.
2024 elején két olyan uniós jogi aktus van hatályban, amely kifejezetten utal a sötét mintákra, nevezetesen a digitális szolgáltatásokról szóló jogszabály és az "adattörvény".
Az Egyesült Államokban az FTC egy 2022 szeptemberében közzétett jelentéssel kezdte jelezni a végrehajtási prioritások változását.